# 高田重久
高田 重久（たかだ しげひさ、1966年2月12日 - ）は、日本の実業家。東京都出身。元タカタ株式会社代表取締役社長兼会長。

## 略歴
1966年2月12日、東京都に生まれる。
1988年3月、慶應義塾大学理工学部卒業。同年4月にタカタに入社。1996年6月に同社取締役、2002年6月に同社代表取締役専務取締役、2007年6月に代表取締役社長に就任。
2013年6月に代表取締役会長となったのち、2014年12月24日からは代表取締役社長と会長を兼任している。
2017年6月23日に同社が民事再生法を東京地裁に申請、受理された。辞任を表明。
2017年11月21日　タカタの全資産及び全事業をキー・セイフティ・システムズに譲渡、最終合意に至る。